# Schloss Hain

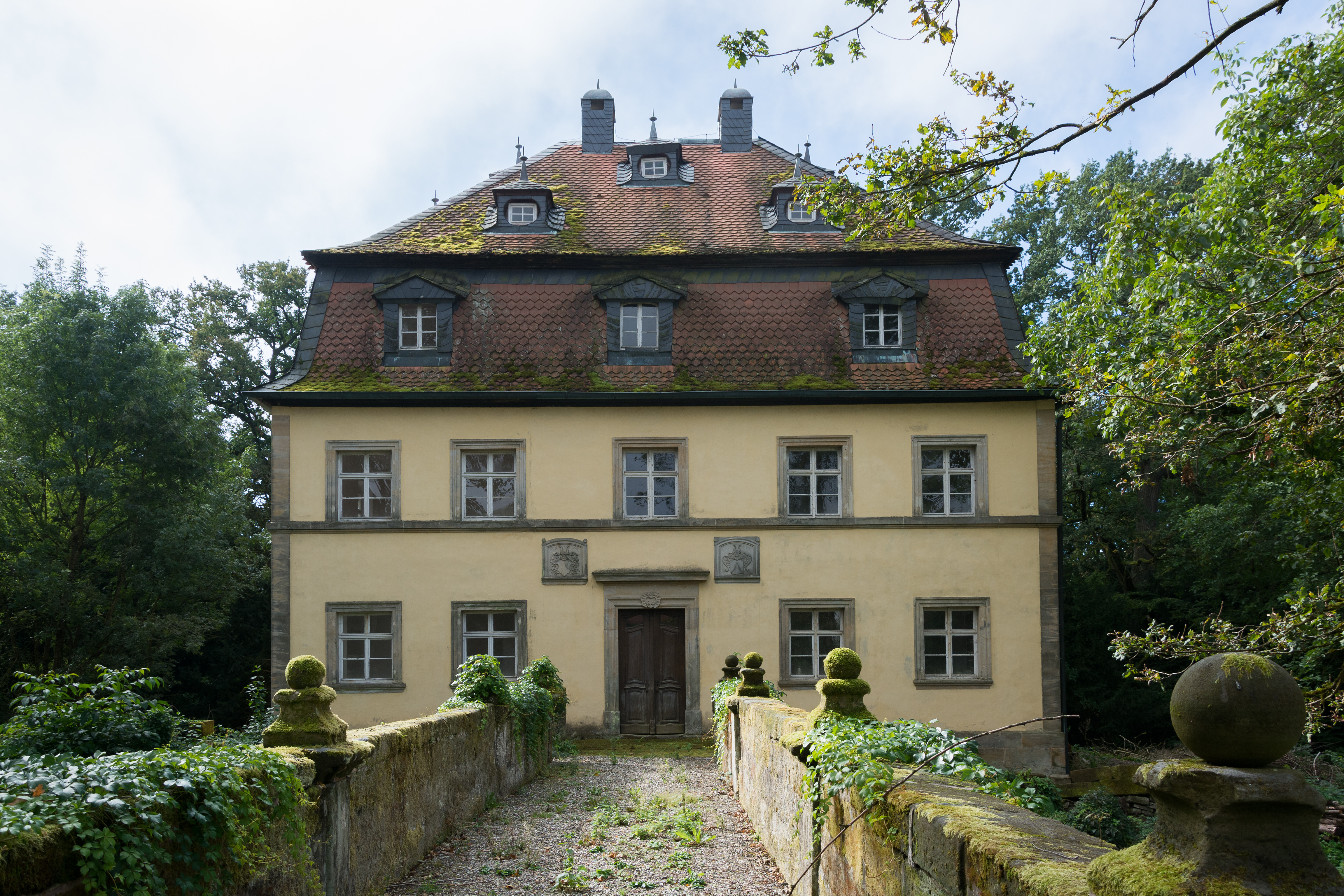
Schloss Hain in Küps-Hain

Das Schloss Hain befindet sich in der Siedlung Hain, einem Gemeindeteil des Marktes Küps im oberfränkischen Landkreis Kronach in Bayern.

## Geographische Lage
Hain liegt in der ausgedehnten Tallandschaft der mittleren Rodach. Die Lage des Ortes an diesem Fluss, der im Mittelalter als Transportweg diente, begünstigte die Anlage von insgesamt zehn Adelssitzen im Gebiet des Marktes Küps, zu dem Hain gehört. Neun der zehn Anwesen bestehen noch teilweise stark verändert oder als Ruine beziehungsweise Bodendenkmal.
Das Schloss Hain befindet sich im Osten der Siedlung in der Straße Zum Schloss.

## Geschichte
Erstmals 1330 wurde der Adelssitz in Hain als Besitz des Freiherrn Heinrich von Redwitz erwähnt. 1378 gelangte das Anwesen kurzzeitig unter das Lehen des Burggrafen Friedrich V. von Nürnberg. Ulrich I. von Künsberg erwarb 1395 den Ansitz, der bis ins 19. Jahrhundert im Besitz der Familie verblieb. Im 15. bis 16. Jahrhundert wurde der Ansitz durch einen Gutshof erweitert und 1668 ließ August Adolf von Künsberg auf dem Areal eine Kapelle errichten, in der er nach seinem Tod 1681 bestattet wurde. Sein Sohn Georg Adam von Künsberg erbte den Besitz und ließ ihn 1711 zu einem kleinen Schloss ausbauen. Nur zwei Jahre später verstarb Georg Adam. Sein Bruder Johann Christoph übernahm bis zu seinem Tod 1732 Schloss und Gut.
Erst sechs Jahre nach Johann Christophs Tod erhielt Georg Willhelm von Künsberg durch Erbteilung Schloss Hain. Er verstarb im Jahr 1765. Einer seiner Söhne, damals bereits Erbmarschall des Burggrafentums Nürnberg, wurde neuer Besitzer von Schloss Hain. Er ließ 1774 den Bau von Grund auf im Stil des Barocks neu errichten. Das Schloss, das heute in privatem Besitz ist, befindet sich in einem kleinen Park und ist, im Gegensatz zum anliegenden Gutshof, nicht für Besucher zugänglich.